# Vòng đấu loại trực tiếp UEFA Champions League 2014–15
Vòng đấu loại trực tiếp UEFA Champions League 2014–15 bắt đầu vào ngày 17 tháng 2 và kết thúc vào ngày 6 tháng 6 năm 2015 với trận chung kết tại Olympiastadion ở Berlin, Đức để quyết định nhà vô địch của UEFA Champions League 2014–15. Tổng cộng có 16 đội tranh tài ở vòng đấu loại trực tiếp.
Thời gian là CET/CEST, do UEFA liệt kê (giờ địa phương nằm trong ngoặc đơn).

## Vòng đấu và ngày bốc thăm
Tất cả các trận hòa đều được tổ chức tại trụ sở UEFA ở Nyon, Thụy Sĩ.
| Vòng đấu    | Ngày và giờ bốc thăm        | Lượt đi                                       | Lượt về                                       |
| ----------- | --------------------------- | --------------------------------------------- | --------------------------------------------- |
| Vòng 16 đội | 15 tháng 12 năm 2014, 12:00 | 17–18 & 24–25 tháng 2 năm 2015                | 10–11 & 17–18 tháng 2 năm 2015                |
| Tứ kết      | 20 tháng 3 năm 2015, 12:00  | 14–15 tháng 4 năm 2015                        | 21–22 tháng 4 năm 2015                        |
| Semi-finals | 24 tháng 4 năm 2015, 12:00  | 5–6 tháng 5 năm 2015                          | 12–13 tháng 5 năm 2015                        |
| Chung kết   | 24 tháng 4 năm 2015, 12:00  | 6 tháng 6 năm 2015 tại Olympiastadion, Berlin | 6 tháng 6 năm 2015 tại Olympiastadion, Berlin |

## Các đội tham gia
| Bảng | Đội nhất bảng (Được xếp hạt giống vào vòng 16 đội) | Đội nhì bảng (Không được xếp hạt giống ở vòng 16 đội) |
| ---- | -------------------------------------------------- | ----------------------------------------------------- |
| A    | Atlético Madrid                                    | Juventus                                              |
| B    | Real Madrid                                        | Basel                                                 |
| C    | Monaco                                             | Bayer Leverkusen                                      |
| D    | Borussia Dortmund                                  | Arsenal                                               |
| E    | Bayern Munich                                      | Manchester City                                       |
| F    | Barcelona                                          | Paris Saint-Germain                                   |
| G    | Chelsea                                            | Schalke 04                                            |
| H    | Porto                                              | Shakhtar Donetsk                                      |

## Nhánh đấu
|  | Vòng 16 đội                  | Vòng 16 đội | Vòng 16 đội   | Vòng 16 đội |   |                     | Tứ kết | Tứ kết | Tứ kết | Tứ kết |  |  | Bán kết | Bán kết | Bán kết | Bán kết |  |  | Chung kết | Chung kết |  |
|  |                              |             |               |             |   |                     |        |        |        |        |  |  |         |         |         |         |  |  |           |           |  |
|  | Juventus                     | 2           | 3             | 5           |   |                     |        |        |        |        |  |  |         |         |         |         |  |  |           |           |  |
|  | Juventus                     | 2           | 3             | 5           |   |                     |        |        |        |        |  |  |         |         |         |         |  |  |           |           |  |
|  | Borussia Dortmund            | 1           | 0             | 1           |   |                     |        |        |        |        |  |  |         |         |         |         |  |  |           |           |  |
|  | Borussia Dortmund            | 1           | 0             | 1           |   | Juventus            | 1      | 0      | 1      |        |  |  |         |         |         |         |  |  |           |           |  |
|  |                              |             |               |             |   | Juventus            | 1      | 0      | 1      |        |  |  |         |         |         |         |  |  |           |           |  |
|  |                              |             | Monaco        | 0           | 0 | 0                   |        |        |        |        |  |  |         |         |         |         |  |  |           |           |  |
|  | Arsenal                      | 1           | Monaco        | 0           | 0 | 0                   | 2      | 3      |        |        |  |  |         |         |         |         |  |  |           |           |  |
|  | Arsenal                      | 1           |               |             |   |                     |        |        |        |        |  |  |         |         |         |         |  |  |           |           |  |
|  | Monaco (a)                   | 3           | 0             | 3           |   |                     |        |        |        |        |  |  |         |         |         |         |  |  |           |           |  |
|  | Monaco (a)                   | 3           | 0             | 3           |   | Juventus            | 2      | 1      | 3      |        |  |  |         |         |         |         |  |  |           |           |  |
|  |                              |             |               |             |   |                     |        |        |        |        |  |  |         |         |         |         |  |  |           |           |  |
|  |                              |             | Real Madrid   | 1           | 1 | 2                   |        |        |        |        |  |  |         |         |         |         |  |  |           |           |  |
|  | Bayer Leverkusen             | 1           | Real Madrid   | 1           | 1 | 2                   | 0      | 1 (2)  |        |        |  |  |         |         |         |         |  |  |           |           |  |
|  | Bayer Leverkusen             | 1           |               |             |   |                     |        |        |        |        |  |  |         |         |         |         |  |  |           |           |  |
|  | Atlético Madrid (p)          | 0           | 1             | 1 (3)       |   |                     |        |        |        |        |  |  |         |         |         |         |  |  |           |           |  |
|  | Atlético Madrid (p)          | 0           | 1             | 1 (3)       |   | Atlético Madrid     | 0      | 0      | 0      |        |  |  |         |         |         |         |  |  |           |           |  |
|  |                              |             |               |             |   | Atlético Madrid     | 0      | 0      | 0      |        |  |  |         |         |         |         |  |  |           |           |  |
|  |                              |             | Real Madrid   | 0           | 1 | 1                   |        |        |        |        |  |  |         |         |         |         |  |  |           |           |  |
|  | Schalke 04                   | 0           | Real Madrid   | 0           | 1 | 1                   | 4      | 4      |        |        |  |  |         |         |         |         |  |  |           |           |  |
|  | Schalke 04                   | 0           |               |             |   |                     |        |        |        |        |  |  |         |         |         |         |  |  |           |           |  |
|  | Real Madrid                  | 2           | 3             | 5           |   |                     |        |        |        |        |  |  |         |         |         |         |  |  |           |           |  |
|  | Real Madrid                  | 2           | 3             | 5           |   | Juventus            | 1      |        |        |        |  |  |         |         |         |         |  |  |           |           |  |
|  |                              |             |               |             |   |                     |        |        |        |        |  |  |         |         |         |         |  |  |           |           |  |
|  |                              |             | Barcelona     | 3           |   |                     |        |        |        |        |  |  |         |         |         |         |  |  |           |           |  |
|  | Paris Saint-Germain (aet; a) | 1           | Barcelona     | 3           | 2 | 3                   |        |        |        |        |  |  |         |         |         |         |  |  |           |           |  |
|  | Paris Saint-Germain (aet; a) | 1           |               |             |   |                     |        |        |        |        |  |  |         |         |         |         |  |  |           |           |  |
|  | Chelsea                      | 1           | 2             | 3           |   |                     |        |        |        |        |  |  |         |         |         |         |  |  |           |           |  |
|  | Chelsea                      | 1           | 2             | 3           |   | Paris Saint-Germain | 1      | 0      | 1      |        |  |  |         |         |         |         |  |  |           |           |  |
|  |                              |             |               |             |   | Paris Saint-Germain | 1      | 0      | 1      |        |  |  |         |         |         |         |  |  |           |           |  |
|  |                              |             | Barcelona     | 3           | 2 | 5                   |        |        |        |        |  |  |         |         |         |         |  |  |           |           |  |
|  | Manchester City              | 1           | Barcelona     | 3           | 2 | 5                   | 0      | 1      |        |        |  |  |         |         |         |         |  |  |           |           |  |
|  | Manchester City              | 1           |               |             |   |                     |        |        |        |        |  |  |         |         |         |         |  |  |           |           |  |
|  | Barcelona                    | 2           | 1             | 3           |   |                     |        |        |        |        |  |  |         |         |         |         |  |  |           |           |  |
|  | Barcelona                    | 2           | 1             | 3           |   | Barcelona           | 3      | 2      | 5      |        |  |  |         |         |         |         |  |  |           |           |  |
|  |                              |             |               |             |   |                     |        |        |        |        |  |  |         |         |         |         |  |  |           |           |  |
|  |                              |             | Bayern Munich | 0           | 3 | 3                   |        |        |        |        |  |  |         |         |         |         |  |  |           |           |  |
|  | Basel                        | 1           | Bayern Munich | 0           | 3 | 3                   | 0      | 1      |        |        |  |  |         |         |         |         |  |  |           |           |  |
|  | Basel                        | 1           |               |             |   |                     |        |        |        |        |  |  |         |         |         |         |  |  |           |           |  |
|  | Porto                        | 1           | 4             | 5           |   |                     |        |        |        |        |  |  |         |         |         |         |  |  |           |           |  |
|  | Porto                        | 1           | 4             | 5           |   | Porto               | 3      | 1      | 4      |        |  |  |         |         |         |         |  |  |           |           |  |
|  |                              |             |               |             |   | Porto               | 3      | 1      | 4      |        |  |  |         |         |         |         |  |  |           |           |  |
|  |                              |             | Bayern Munich | 1           | 6 | 7                   |        |        |        |        |  |  |         |         |         |         |  |  |           |           |  |
|  | Shakhtar Donetsk             | 0           | Bayern Munich | 1           | 6 | 7                   | 0      | 0      |        |        |  |  |         |         |         |         |  |  |           |           |  |
|  | Shakhtar Donetsk             | 0           |               |             |   |                     |        |        |        |        |  |  |         |         |         |         |  |  |           |           |  |
|  | Bayern Munich                | 0           | 7             | 7           |   |                     |        |        |        |        |  |  |         |         |         |         |  |  |           |           |  |

## Vòng 16 đội
Lễ bốc thăm diễn ra vào ngày 15 tháng 12 năm 2014. Các trận lượt đi diễn ra vào các ngày 17, 18, 24 và 25 tháng 2, còn các trận lượt về diễn ra vào các ngày 10, 11, 17 và 18 tháng 3 năm 2015.

### Tổng quan
| Đội 1               | TTS         | Đội 2             | Lượt đi | Lượt về      |
| ------------------- | ----------- | ----------------- | ------- | ------------ |
| Paris Saint-Germain | 3–3 (a)     | Chelsea           | 1–1     | 2–2 (s.h.p.) |
| Manchester City     | 1–3         | Barcelona         | 1–2     | 0–1          |
| Bayer Leverkusen    | 1–1 (2–3 p) | Atlético Madrid   | 1–0     | 0–1 (s.h.p.) |
| Juventus            | 5–1         | Borussia Dortmund | 2–1     | 3–0          |
| Schalke 04          | 4–5         | Real Madrid       | 0–2     | 4–3          |
| Shakhtar Donetsk    | 0–7         | Bayern Munich     | 0–0     | 0–7          |
| Arsenal             | 3–3 (a)     | Monaco            | 1–3     | 2–0          |
| Basel               | 1–5         | Porto             | 1–1     | 0–4          |

### Các trận đấu
| Paris Saint-Germain | 1–1    | Chelsea      |
| ------------------- | ------ | ------------ |
| Cavani 54'          | Report | Ivanović 36' |

| Chelsea                         | 2–2 (s.h.p.) | Paris Saint-Germain                |
| ------------------------------- | ------------ | ---------------------------------- |
| Cahill 81' · Hazard 96' (ph.đ.) | Report       | David Luiz 86' · Thiago Silva 114' |

Tổng tỷ số 3–3; Paris Saint-Germain thắng nhờ luật bàn thắng sân khách.
| Manchester City | 1–2    | Barcelona       |
| --------------- | ------ | --------------- |
| Agüero 69'      | Report | Suárez 16', 30' |

| Barcelona   | 1–0    | Manchester City |
| ----------- | ------ | --------------- |
| Rakitić 31' | Report |                 |

Barcelona thắng chung cuộc 3–1.
| Bayer Leverkusen | 1–0    | Atlético Madrid |
| ---------------- | ------ | --------------- |
| Çalhanoğlu 57'   | Report |                 |

| Atlético Madrid                             | 1–0 (s.h.p.) | Bayer Leverkusen                                 |
| ------------------------------------------- | ------------ | ------------------------------------------------ |
| Suárez 27'                                  | Report       |                                                  |
| Loạt sút luân lưu                           |              |                                                  |
| García · Griezmann · Suárez · Koke · Torres | 3–2          | Çalhanoğlu · Rolfes · Toprak · Castro · Kießling |

Tổng tỷ số 1–1; Atletico Madrid thắng trên chấm phạt đền.
| Juventus               | 2–1    | Borussia Dortmund |
| ---------------------- | ------ | ----------------- |
| Tevez 13' · Morata 43' | Report | Reus 18'          |

| Borussia Dortmund | 0–3    | Juventus                   |
| ----------------- | ------ | -------------------------- |
|                   | Report | Tevez 3', 79' · Morata 70' |

Juventus thắng chung cuộc 5–1.
| Schalke 04 | 0–2    | Real Madrid               |
| ---------- | ------ | ------------------------- |
|            | Report | Ronaldo 26' · Marcelo 79' |

| Real Madrid                    | 3–4    | Schalke 04                                |
| ------------------------------ | ------ | ----------------------------------------- |
| Ronaldo 25', 45' · Benzema 53' | Report | Fuchs 20' · Huntelaar 40', 84' · Sané 57' |

Real Madrid thắng chung cuộc 5–4.
| Shakhtar Donetsk | 0–0    | Bayern Munich |
| ---------------- | ------ | ------------- |
|                  | Report |               |

| Bayern Munich                                                                                   | 7–0    | Shakhtar Donetsk |
| ----------------------------------------------------------------------------------------------- | ------ | ---------------- |
| Müller 4' (ph.đ.), 52' · Boateng 34' · Ribéry 49' · Badstuber 63' · Lewandowski 75' · Götze 87' | Report |                  |

Bayern Munich thắng với tổng tỉ số 7–0.
| Arsenal                  | 1–3    | Monaco                                        |
| ------------------------ | ------ | --------------------------------------------- |
| Oxlade-Chamberlain 90+1' | Report | Kondogbia 38' · Berbatov 53' · Carrasco 90+4' |

| Monaco | 0–2    | Arsenal                 |
| ------ | ------ | ----------------------- |
|        | Report | Giroud 36' · Ramsey 79' |

Tổng tỷ số 3–3; Monaco thắng nhờ luật bàn thắng sân khách.
| Basel        | 1–1    | Porto              |
| ------------ | ------ | ------------------ |
| González 11' | Report | Danilo 79' (ph.đ.) |

| Porto                                                    | 4–0    | Basel |
| -------------------------------------------------------- | ------ | ----- |
| Brahimi 14' · Herrera 47' · Casemiro 56' · Aboubakar 76' | Report |       |

Porto thắng chung cuộc 5–1.